# Dovre
Dovre i Gudbrandsdalen er en kommune i Innlandet fylke i Norge.
Den grænser i nord til Oppdal, i øst til Folldal, i syd til Sel og Vågå og i vest til Lesja. Store dele
af kommunen ligger højt over havet og inkluderer
Snøhetta og nordlige dele af Rondane.

## Areal og befolkning
Kommunen er kendt for et rigt plante- og dyreliv, måske specielt moskusoksen, som også er afbildet i kommunevåbenet. Der er også bestande af vildren og jærv i kommunen. Dele af kommunen indgår
i tre nationalparker: Dovrefjell-Sunndalsfjella nationalpark, Rondane nationalpark og Dovre nationalpark.
De fleste af kommunens indbyggere bor i Dovre, Dombås, Hjerkinn og i Dovreskogen.
I jernbaneknudepunktet Dombås mødes Dovrebanen og Raumabanen.
Det administrative center er placeret i byen Dovre.